# Vézina Trophy

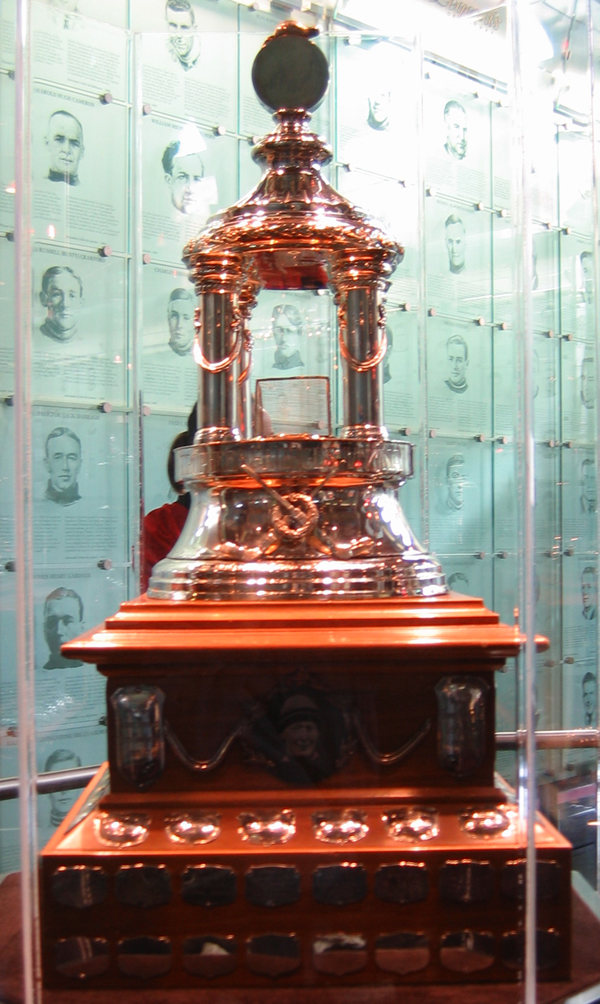
Vézina Trophy.

Vézina Trophy är ett årligt pris som tilldelas den målvakt i National Hockey League som bedömts varit bäst. Vinnaren röstas fram av NHL-klubbarnas sportdirektörer. 
Till och med säsongen 1981–1982 vann målvakten/målvakterna i det lag som släppte in minst mål under grundserien trofén. Man upptäckte emellertid att trofén då oftast tilldelades målvakten i ett bättre lag snarare än till den individuellt sett bästa målvakten. Därför introducerades även William M. Jennings Trophy, som belönar målvakten/målvakterna i det lag som släppt in minst mål.
Trofén är skänkt av Montreal Canadiens för att hedra sin målvakt Georges Vézina, som kollapsade under en match 1925, fick tuberkulos och sedan dog. Vézinas trofé delades ut första gången efter säsongen 1926–1927. Pelle Lindbergh, Henrik Lundqvist och Linus Ullmark är de svenskarna som vunnit priset.

## Vinnare

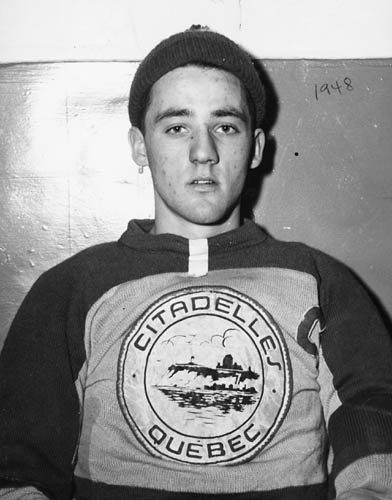
Jacques Plante vann Vézina Trophy sju gånger.

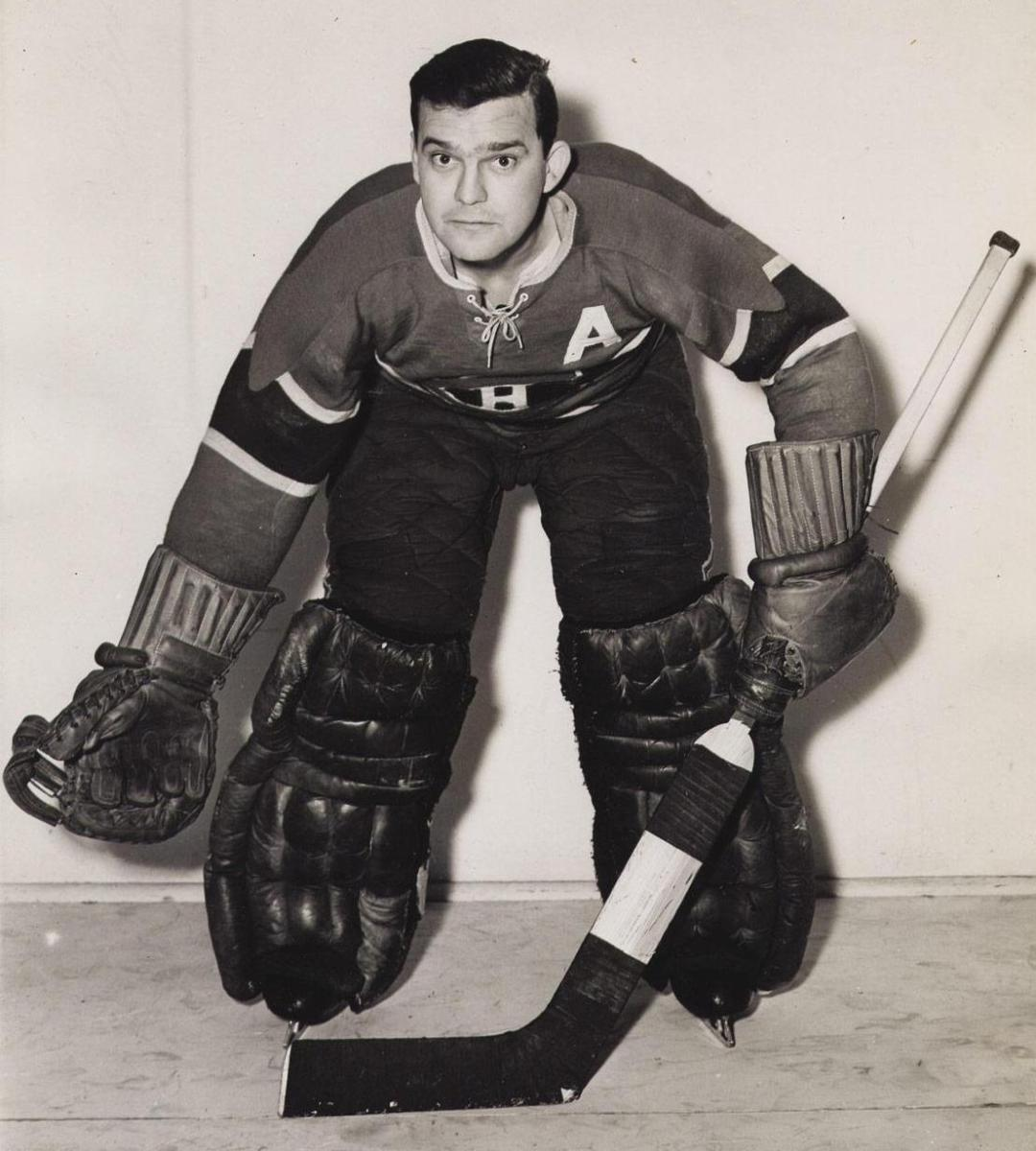
Bill Durnan vann Vézina Trophy sex gånger.

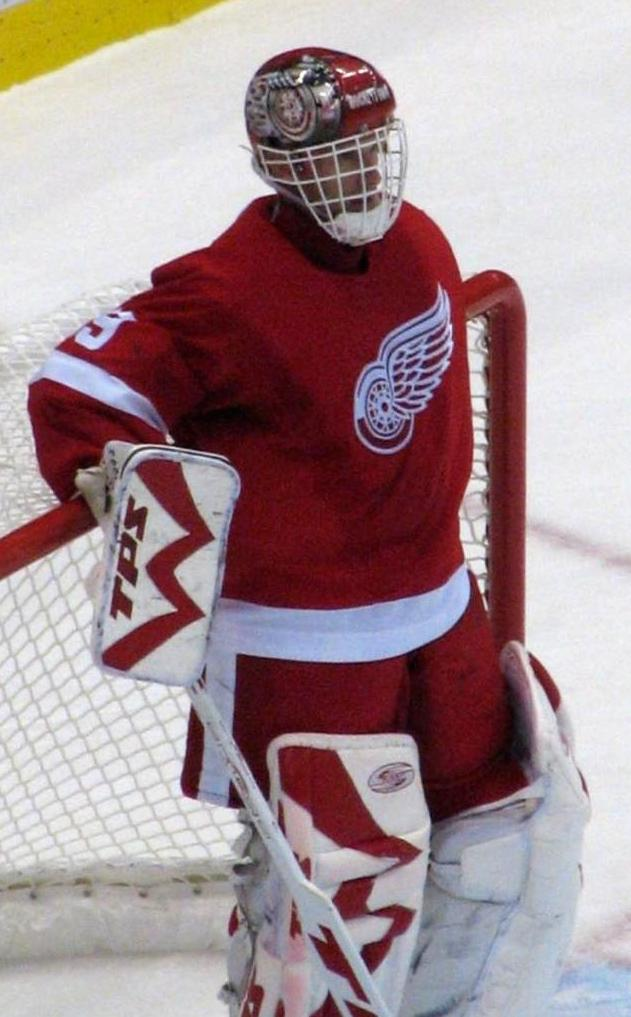
Dominik Hašek vann Vézina Trophy sex gånger.

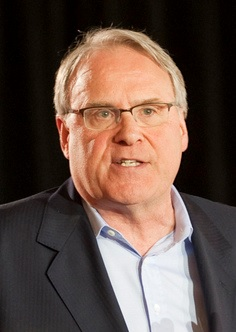
Ken Dryden vann Vézina Trophy fem gånger.

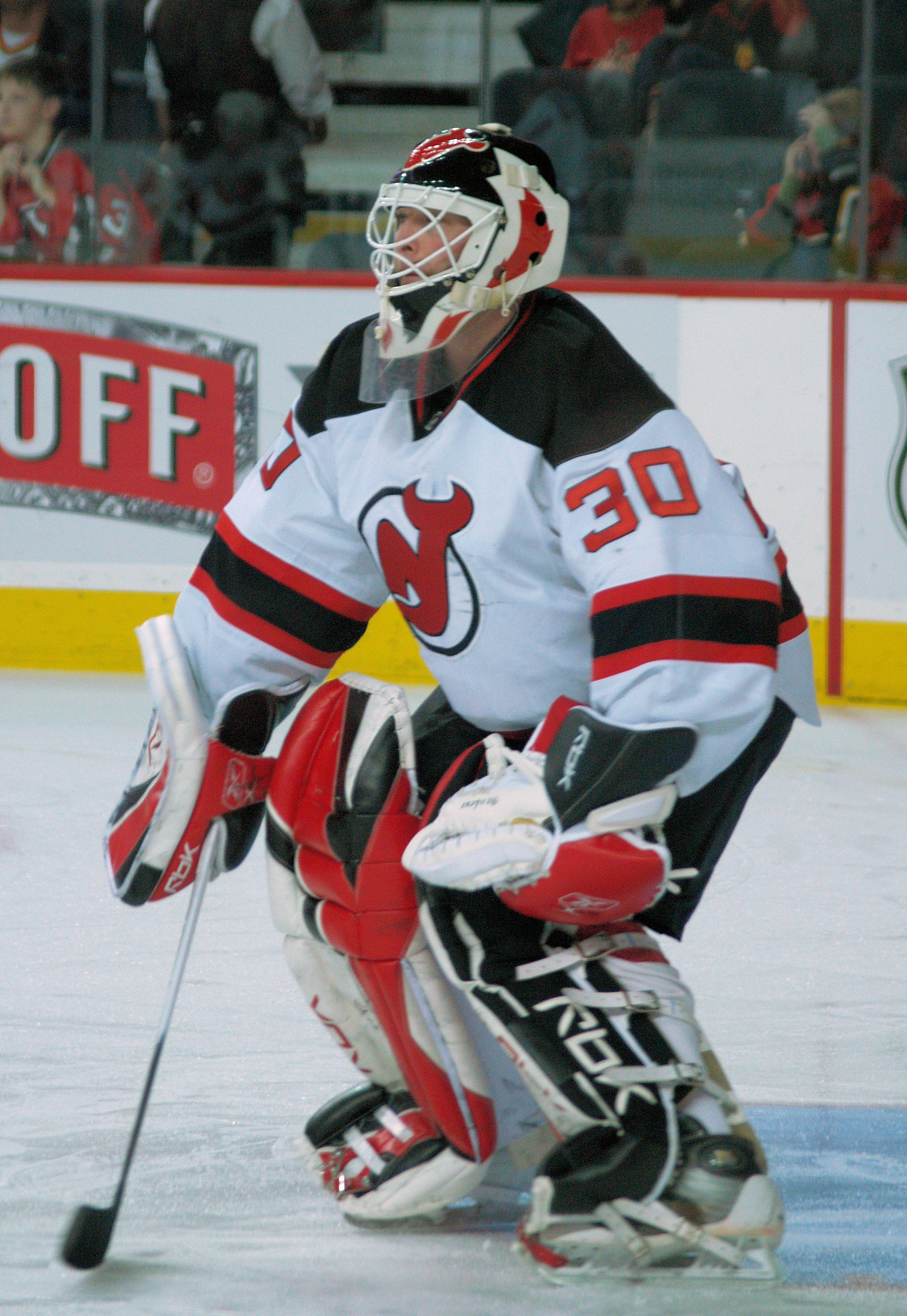
Martin Brodeur vann Vézina Trophy fyra gånger.

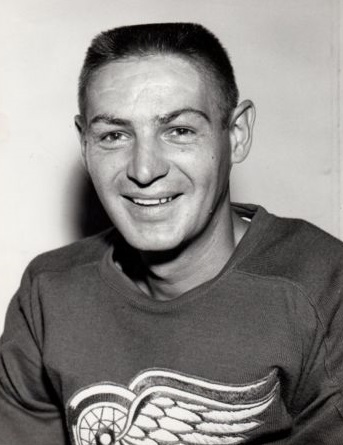
Terry Sawchuk vann Vézina Trophy fyra gånger.

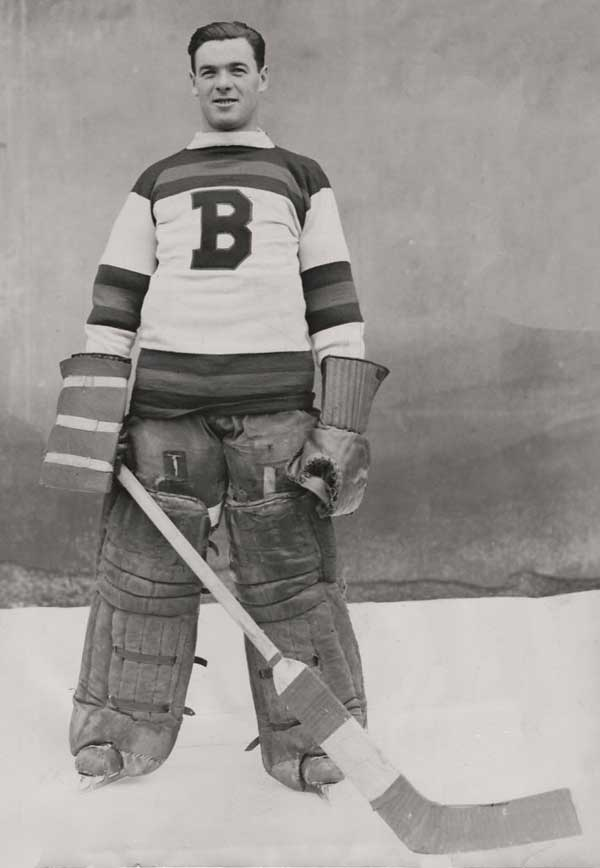
Tiny Thompson vann Vézina Trophy fyra gånger.

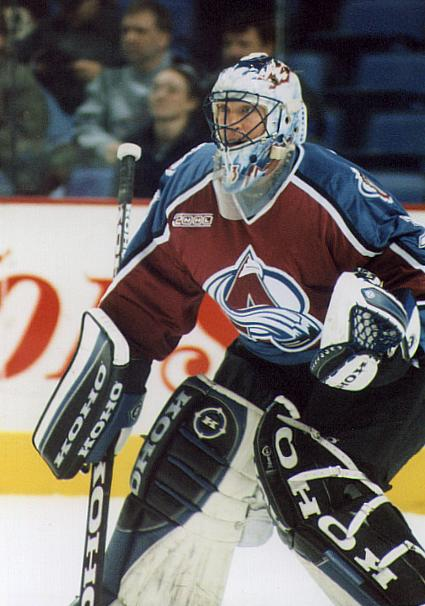
Patrick Roy vann Vézina Trophy tre gånger.

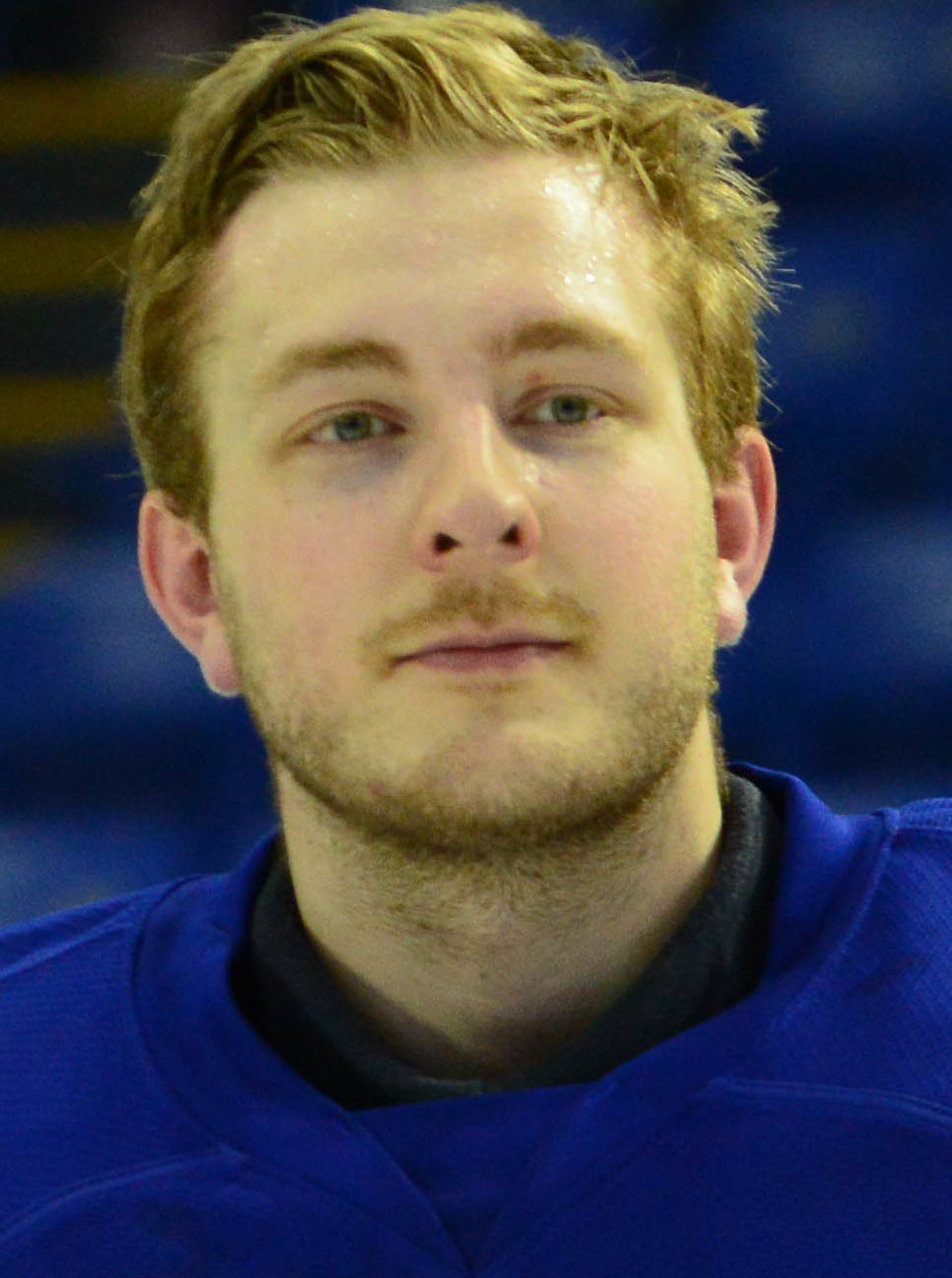
Linus Ullmark är den senaste svensken som har vunnit Vézina Trophy.

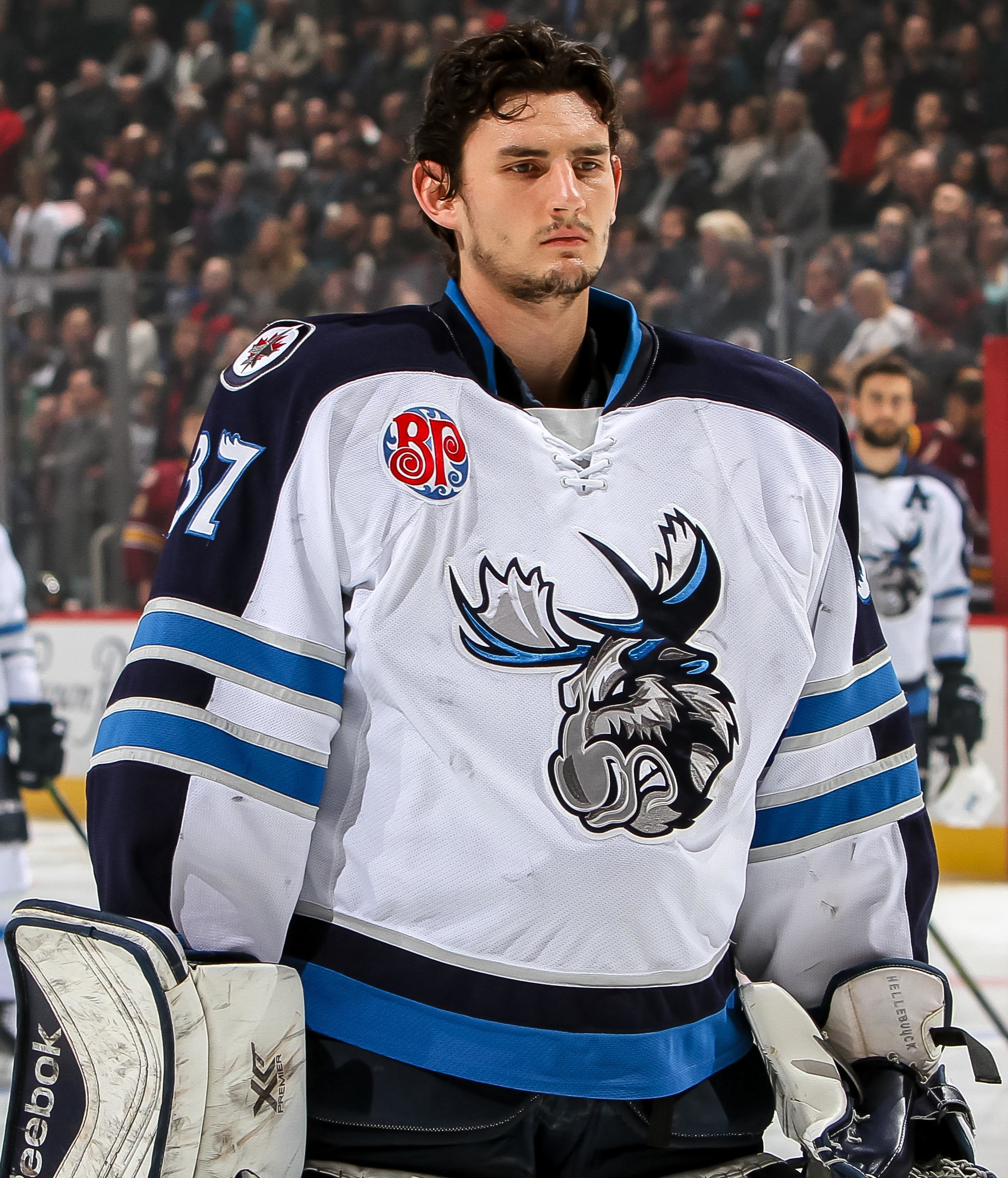
Connor Hellebuyck är den senaste målvakten som har vunnit Vézina Trophy.

Källa: 
| Säsong          | Vinnare                            | Lag                                | Vinster                            |
| --------------- | ---------------------------------- | ---------------------------------- | ---------------------------------- |
| 1926–1927       | George Hainsworth                  | Montreal Canadiens                 | 1                                  |
| 1927–1928       | George Hainsworth                  | Montreal Canadiens                 | 2                                  |
| 1928–1929       | George Hainsworth                  | Montreal Canadiens                 | 3                                  |
| 1929–1930       | Tiny Thompson                      | Boston Bruins                      | 1                                  |
| 1930–1931       | Roy Worters                        | New York Americans                 | 1                                  |
| 1931–1932       | Charlie Gardiner                   | Chicago Black Hawks                | 1                                  |
| 1932–1933       | Tiny Thompson                      | Boston Bruins                      | 2                                  |
| 1933–1934       | Charlie Gardiner                   | Chicago Black Hawks                | 2                                  |
| 1934–1935       | Lorne Chabot                       | Chicago Black Hawks                | 1                                  |
| 1935–1936       | Tiny Thompson                      | Boston Bruins                      | 3                                  |
| 1936–1937       | Normie Smith                       | Detroit Red Wings                  | 1                                  |
| 1937–1938       | Tiny Thompson                      | Boston Bruins                      | 4                                  |
| 1938–1939       | Frank Brimsek                      | Boston Bruins                      | 1                                  |
| 1939–1940       | David Kerr                         | New York Rangers                   | 1                                  |
| 1940–1941       | Turk Broda                         | Toronto Maple Leafs                | 1                                  |
| 1941–1942       | Frank Brimsek                      | Boston Bruins                      | 2                                  |
| 1942–1943       | Johnny Mowers                      | Detroit Red Wings                  | 1                                  |
| 1943–1944       | Bill Durnan                        | Montreal Canadiens                 | 1                                  |
| 1944–1945       | Bill Durnan                        | Montreal Canadiens                 | 2                                  |
| 1945–1946       | Bill Durnan                        | Montreal Canadiens                 | 3                                  |
| 1946–1947       | Bill Durnan                        | Montreal Canadiens                 | 4                                  |
| 1947–1948       | Turk Broda                         | Toronto Maple Leafs                | 2                                  |
| 1948–1949       | Bill Durnan                        | Montreal Canadiens                 | 5                                  |
| 1949–1950       | Bill Durnan                        | Montreal Canadiens                 | 6                                  |
| 1950–1951       | Al Rollins                         | Toronto Maple Leafs                | 1                                  |
| 1951–1952       | Terry Sawchuk                      | Detroit Red Wings                  | 1                                  |
| 1952–1953       | Terry Sawchuk                      | Detroit Red Wings                  | 2                                  |
| 1953–1954       | Harry Lumley                       | Toronto Maple Leafs                | 1                                  |
| 1954–1955       | Terry Sawchuk                      | Detroit Red Wings                  | 3                                  |
| 1955–1956       | Jacques Plante                     | Montreal Canadiens                 | 1                                  |
| 1956–1957       | Jacques Plante                     | Montreal Canadiens                 | 2                                  |
| 1957–1958       | Jacques Plante                     | Montreal Canadiens                 | 3                                  |
| 1958–1959       | Jacques Plante                     | Montreal Canadiens                 | 4                                  |
| 1959–1960       | Jacques Plante                     | Montreal Canadiens                 | 5                                  |
| 1960–1961       | Johnny Bower                       | Toronto Maple Leafs                | 1                                  |
| 1961–1962       | Jacques Plante                     | Montreal Canadiens                 | 6                                  |
| 1962–1963       | Glenn Hall                         | Chicago Black Hawks                | 1                                  |
| 1963–1964       | Charlie Hodge                      | Montreal Canadiens                 | 1                                  |
| 1964–1965       | Johnny Bower                       | Toronto Maple Leafs                | 2                                  |
|                 | Terry Sawchuk                      | Toronto Maple Leafs                | 4                                  |
| 1965–1966       | Charlie Hodge                      | Montreal Canadiens                 | 2                                  |
|                 | Gump Worsley                       | Montreal Canadiens                 | 1                                  |
| 1966–1967       | Glenn Hall                         | Chicago Black Hawks                | 2                                  |
|                 | Denis DeJordy                      | Chicago Black Hawks                | 1                                  |
| 1967–1968       | Rogie Vachon                       | Montreal Canadiens                 | 1                                  |
|                 | Gump Worsley                       | Montreal Canadiens                 | 2                                  |
| 1968–1969       | Glenn Hall                         | St. Louis Blues                    | 3                                  |
|                 | Jacques Plante                     | St. Louis Blues                    | 7                                  |
| 1969–1970       | Tony Esposito                      | Chicago Black Hawks                | 1                                  |
| 1970–1971       | Eddie Giacomin                     | New York Rangers                   | 1                                  |
|                 | Gilles Villemure                   | New York Rangers                   | 1                                  |
| 1971–1972       | Tony Esposito                      | Chicago Black Hawks                | 2                                  |
|                 | Gary Smith                         | Chicago Black Hawks                | 1                                  |
| 1972–1973       | Ken Dryden                         | Montreal Canadiens                 | 1                                  |
| 1973–1974       | Tony Esposito                      | Chicago Black Hawks                | 3                                  |
|                 | Bernie Parent                      | Philadelphia Flyers                | 1                                  |
| 1974–1975       | Bernie Parent                      | Philadelphia Flyers                | 2                                  |
| 1975–1976       | Ken Dryden                         | Montreal Canadiens                 | 2                                  |
| 1976–1977       | Ken Dryden                         | Montreal Canadiens                 | 3                                  |
|                 | Michel Larocque                    | Montreal Canadiens                 | 1                                  |
| 1977–1978       | Ken Dryden                         | Montreal Canadiens                 | 4                                  |
|                 | Michel Larocque                    | Montreal Canadiens                 | 2                                  |
| 1978–1979       | Ken Dryden                         | Montreal Canadiens                 | 5                                  |
|                 | Michel Larocque                    | Montreal Canadiens                 | 3                                  |
| 1979–1980       | Don Edwards                        | Buffalo Sabres                     | 1                                  |
|                 | Bob Sauvé                          | Buffalo Sabres                     | 1                                  |
| 1980–1981       | Denis Herron                       | Montreal Canadiens                 | 1                                  |
|                 | Michel Larocque                    | Montreal Canadiens                 | 4                                  |
| Richard Sévigny | 1                                  | Montreal Canadiens                 |                                    |
| 1981–1982       | Billy Smith                        | New York Islanders                 | 1                                  |
| 1982–1983       | Pete Peeters                       | Boston Bruins                      | 1                                  |
| 1983–1984       | Tom Barrasso                       | Buffalo Sabres                     | 1                                  |
| 1984–1985       | Pelle Lindbergh                    | Philadelphia Flyers                | 1                                  |
| 1985–1986       | John Vanbiesbrouck                 | New York Rangers                   | 1                                  |
| 1986–1987       | Ron Hextall                        | Philadelphia Flyers                | 1                                  |
| 1987–1988       | Grant Fuhr                         | Edmonton Oilers                    | 1                                  |
| 1988–1989       | Patrick Roy                        | Montreal Canadiens                 | 1                                  |
| 1989–1990       | Patrick Roy                        | Montreal Canadiens                 | 2                                  |
| 1990–1991       | Ed Belfour                         | Chicago Blackhawks                 | 1                                  |
| 1991–1992       | Patrick Roy                        | Montreal Canadiens                 | 3                                  |
| 1992–1993       | Ed Belfour                         | Chicago Blackhawks                 | 2                                  |
| 1993–1994       | Dominik Hašek                      | Buffalo Sabres                     | 1                                  |
| 1994–1995       | Dominik Hašek                      | Buffalo Sabres                     | 2                                  |
| 1995–1996       | Jim Carey                          | Washington Capitals                | 1                                  |
| 1996–1997       | Dominik Hašek                      | Buffalo Sabres                     | 3                                  |
| 1997–1998       | Dominik Hašek                      | Buffalo Sabres                     | 4                                  |
| 1998–1999       | Dominik Hašek                      | Buffalo Sabres                     | 5                                  |
| 1999–2000       | Olaf Kölzig                        | Washington Capitals                | 1                                  |
| 2000–2001       | Dominik Hašek                      | Buffalo Sabres                     | 6                                  |
| 2001–2002       | José Théodore                      | Montreal Canadiens                 | 1                                  |
| 2002–2003       | Martin Brodeur                     | New Jersey Devils                  | 1                                  |
| 2003–2004       | Martin Brodeur                     | New Jersey Devils                  | 2                                  |
| 2004–2005       | Ingen vinnare på grund av lockout. | Ingen vinnare på grund av lockout. | Ingen vinnare på grund av lockout. |
| 2005–2006       | Miikka Kiprusoff                   | Calgary Flames                     | 1                                  |
| 2006–2007       | Martin Brodeur                     | New Jersey Devils                  | 3                                  |
| 2007–2008       | Martin Brodeur                     | New Jersey Devils                  | 4                                  |
| 2008–2009       | Tim Thomas                         | Boston Bruins                      | 1                                  |
| 2009–2010       | Ryan Miller                        | Buffalo Sabres                     | 1                                  |
| 2010–2011       | Tim Thomas                         | Boston Bruins                      | 2                                  |
| 2011–2012       | Henrik Lundqvist                   | New York Rangers                   | 1                                  |
| 2012–2013       | Sergej Bobrovskij                  | Columbus Blue Jackets              | 1                                  |
| 2013–2014       | Tuukka Rask                        | Boston Bruins                      | 1                                  |
| 2014–2015       | Carey Price                        | Montreal Canadiens                 | 1                                  |
| 2015–2016       | Braden Holtby                      | Washington Capitals                | 1                                  |
| 2016–2017       | Sergej Bobrovskij                  | Columbus Blue Jackets              | 2                                  |
| 2017–2018       | Pekka Rinne                        | Nashville Predators                | 1                                  |
| 2018–2019       | Andrej Vasilevskij                 | Tampa Bay Lightning                | 1                                  |
| 2019–2020       | Connor Hellebuyck                  | Winnipeg Jets                      | 1                                  |
| 2020–2021       | Marc-André Fleury                  | Vegas Golden Knights               | 1                                  |
| 2021–2022       | Igor Sjestiorkin                   | New York Rangers                   | 1                                  |
| 2022–2023       | Linus Ullmark                      | Boston Bruins                      | 1                                  |
| 2023–2024       | Connor Hellebuyck                  | Winnipeg Jets                      | 2                                  |
| 2024–2025       | Connor Hellebuyck                  | Winnipeg Jets                      | 3                                  |